# Сакулеу
Сакулеу (ісп. Zaculeu) — руїни міста цивілізації мая в департаменті Уеуетенанго (Гватемала). Назва перекладається з мови мая-кіче як «Біла земля».

## Історія
Засновано було близько 400 року. Тривалий час являв собою важливий центр на торговельному шляху Камінальхуйю і Теотіуаканом. Втім цей період розвитку міста не дуже добре відомий: дотепер тривають суперечки щодо статусу міста, наявності самостійних володарів. Тривалий час (до 600 року) тут зберігався вплив Теотіуана. Про період до 900 року відомо небагато.
У X столітті в ці землі прийшли племена мая-мам, які підкорили цей місто та навколишні землі. З формування політичних структур став столицею племені мая-мам, які згодом заснували тут власну державу. На мові мам воно називалося Шінабахул. З часом перетворився на церемоніальний центр мая-мам. Водночас зберігалися традиції торговельних стосунків з Центральною Мексикою.
Держава мая-мам простягалася від Почулума (або Шальтатья) на південному заході до Момостенаго на північному заході. На чолі держави стояв акаб, найвпливовішими родами були качіб'іш, в'амак', цісоль й німа амак'.
Протягом 1-ї половини XV ст. тривали запеклі війни проти держави кіче Гумарках. Цю боротьбу очолив акаб Чунса Йо'к. Втім кіче на чолі із К'ікабом зуміли у 1450 році підкорити мая-мам, у цій боротьбі загинув Чунса Йо'к. Після підкорення держави мая-мам державою мая-кіче, місто було перейменовано на Сакулеу. Втім мам повернули собі незалежність після смерті у 1475 році ахпопа кіче К'ікаба.
Тут утвердилася династія що вела родовід до правителів Кавек, родинної династі царів кіче. Найвідомішим був Каібіл Балам, що утвердився у 1492 році, ставши останнім незалежним володарем держави мам. Спочатку війська мам успішно протистояли спробам кіче знову їх підкорити.
Із вторгненням іспанських кокістадорів, мам намагалися зберегати нейтралітет до момент вторгнення загарбників на їх землі. Після поразок основних сил загони мам відступили до Сакулеу. Тут протягом 4 місяців 18 тисяч мая протистояли 20 тисяч воякам (більшість з них становили тлашкальтеки) на чолі із Гонсало де Альварадо. Зрештою 27 жовтня 1525 року завдяки застосуванню гармат та посиленню голоду місто впало.

## Опис
Розташовано на відстані 5 км на схід від міста Уеуетенанго і 267 км від міста Гватемали, на висоті 2000 м над рівнем моря, неподалік від річки Селегуа. На території влаштовано музей, що наповнюється речами з археологічної пам'ятки, насамперед з поховань.
Загальна площа становить 4191 м2. Складається з 8 площ, 3 палаців, 2 пірамід з храмами, перед якими розміщені вівтарі, 1 великим майданчиком для гри у м'яч (Будови 22-23), декількома житловими комплексами. Найбільші структури зведені в стилі Теотіуакана в період з 400 до 900 років. Стиль будов післякласичного періоду відповідає «стилю Ісапа» (періоди їх зведення: 900—1200 і 1200—1525 роки). Особливістю є відсутність стел (та інші скульптури) та розписів стін ієрогліфічними написами.
З півночі вхід до міста здійснювався через вузький земляний міст, що дозволяв вправно захищати місто від ворожого нападу. Церемоніальний центр має площу 1400 м2, складається з 43 будов. Храми включають у себе талуд таблеро з подвійними сходами. Фасади деяких будівель мають циліндричні колони. Основу центр разом з головною площею (площа 1, 54х38 м) становить велика піраміда, основа якої створено з вулканічного попелу. Широкі сходи ведуть до царського поховання, де знайдено 100 керамічних посудин та 34 піритових дзеркал.
Будови згруповані навколо кожної з площ міста, вони побудовані з кам'яної кладки, вкриті товстим шаром штукатурки. Фрагменти мають квіткові та геометричні візерунки.
Площа 2 розташовано південніші головної площі, з південного сходу від неї виявлено палац-храм (Будова 4), південний захід — площа 3, на північний схід майданчик для гри у м'яч, на північний схід піраміда (Будова 1), що має 12 м заввишки і є найвищою структурою Сакулеу.
На північний захід від головної площі є площа 4. Від неї на північний схід стоїть палац (Будова 10). Західніше розташовані площі 5 й 6. Ще далі є площа 7. На північний захід від стадіону розташовано площу 8. Поруч розкопано піраміду (Будова 2).
Інтерес являє поховання в будові 4 (поєднання палацу та храму з масивною платформою), де знайдено 5000 дисків з мушель, які за життя володаря нашивалися на одяг. Артефакти виготовлені з золота, срібла і міді та їхніх сплавів. В іншому знайдені керамічні розписані кубки і тарілки.

## Історія досліджень
У 1834 році перші дослідження провів Мігель Рівера-і-Маестре. У 1840 році ці місця відвідали Д. Стефенс і Ф. Казервуд. У 1916 році археологічні дослідження проводила друга експедиція Інституту Карнегі (США).
У 1931 році уряд оголосив Сакулеу національною пам'яткою. Наприкінці 1930-х років мексиканський археолог Хорхе Акоста, який розпочинав тоді свою діяльність, дав короткий опис руїн Сакулеу. Тоді ж розпочався процес реставрації.
У 1946 році американські археологи на чолі із Джоном Діміком, що фінансувалися «Об'єднаною фруктовою компанією», здійснили розкопки і реставрацію кількох будівель. Результати були опубліковані у 1951 і 1953 роках. У 1970 році Міністерство освіти Гватемали оголосила Сакулеу національною доколумбовою пам'яткою.